# Selahattin Demirtaş
Selahattin Demirtaş (Palu, 10 aprile 1973) è un politico turco di origine zaza. copresidente del Partito Democratico dei Popoli (HDP) e presidente del gruppo parlamentare di questo partito alla Grande Assemblea nazionale della Turchia in cui fu eletto deputato nel 2007. Arrestato nel novembre 2016 nell'ambito delle purghe portate avanti dal presidente Recep Tayyip Erdoğan contro l'opposizione, è ufficialmente accusato di "guidare", "sostenere" e "propagandaggiare" il Partito dei Lavoratori del Kurdistan.. È stato condannato a quasi dieci anni di carcere in relazione a vari casi ("propaganda terroristica", "insulto al presidente" Erdogan, commenti considerati minacciosi contro un pubblico ministero e "insulto" all'ex primo ministro Ahmet Davutoğlu)..
Sebbene in prigione, si candida per la seconda volta alle elezioni presidenziali turche durante l'elezione del 24 giugno 2018 ottenendo  l'8,40% dei voti. Nel dicembre 2020, la Corte europea dei diritti dell'uomo ha ritenuto che, dati "i tempi della continua detenzione [di Demirtaş] (in coincidenza con un importante referendum costituzionale e le elezioni presidenziali)" e la "tendenza sistemica della Turchia a 'imbavagliare' i dissenzienti", lo "scopo politico della detenzione preventiva di Demirtaş era stato predominante".
Il 16 maggio 2024 Selahattin Demirtaş è stato condannato a 42 anni di carcere per aver minato l'unità dello Stato durante uno scoppio di violenza in Turchia nel 2014.

## Biografia
Nato a Palu, una città attaccata a Elâzığ,, nella regione del Kurdistan turco, dove completò la sua educazione primaria e secondaria in una famiglia zaza. Spiega che a casa ascoltava di nascosto con la sua famiglia canzoni curde che, secondo alcune fonti, non capiva perché aveva lo zaza come lingua familiare. La sua famiglia si stabilìin seguito  a Diyarbakır, dove lui trascorse gran parte della sua giovinezza. Fu solo al liceo che Demirtaş venne a conoscenza delle sue origini curde.
Nel 1991 si trasferì a Smirne dove iniziò gli studi universitari al dipartimento di Commercio Marittimo e Management della Università Dokuz Eylül. Accusato insieme al fratello Nurettin di fare parte di un'organizzazione giovanile legata al Partito dei Lavoratori del Kurdistan, ritenuto in Turchia un'organizzazione terroristica, fu arrestato e rimase in cella per alcuni giorni. Lasciò poi Smirne per tornare nell'est della Turchia. Nel 1993 ripeté l'esame universitario nazionale e riuscì a passarlo con un punteggio sufficiente a iscriversi alla facoltà di legge dell'Università di Ankara, dove si laureò in giurisprudenza.
Terminati gli studi, Demirtaş lavorò per alcuni anni come avvocato esercitando la libera professione. Divenne poi membro della commissione esecutiva della sezione di Diyarbakır dell'Associazione per i Diritti Umani (İnsan Hakları Derneği, İHD). Il presidente locale della İHD era a quel tempo Osman Baydemir, al quale Demirtaş succedette quando quest'ultimo fu eletto sindaco di Diyarbakır nel 2004. Durante il suo mandato, l'associazione si concentrò sul crescente numero di omicidi politici irrisolti nella Turchia di quegli anni.
Demirtaş fu tra i fondatori del presidio di Amnesty International a Diyarbakır e della Fondazione per i diritti umani della Turchia (Türkiye İnsan Hakları Vakfı, TIHV).

### Carriera politica
Demirtaş entrò in politica nel 2007, come membro del Partito della Società Democratica (DTP), partito di sinistra e rappresentante della minoranza curda del paese col quale venne eletto al parlamento lo stesso anno.
Il DTP venne sciolto dalla Corte Costituzionale turca nel 2009 per legami con il Partito dei Lavoratori del Kurdistan, l'organizzazione della guerriglia curda nel sud-est del paese. Gli ex parlamentari del DTP fondarono allora il Partito della Pace e della Democrazia (BDP). Durante il primo congresso del BDP nel 2009, Demirtaş fu eletto co-segretario insieme a Gültan Kışanak. Nel 2011 venne rieletto al parlamento. Demirtaş è stato uno dei protagonisti dei colloqui di pace tra il governo turco e i rappresentanti della minoranza curda.
Nel 2013, da una costola del BDP, nacque il Partito Democratico dei Popoli (HDP), con l'intento di rappresentare i curdi dell'ovest del paese e la sinistra turca delusa dai partiti tradizionali.
Nel giugno 2014 Demirtaş è stato nominato congiuntamente da BDP e HDP come candidato alle prime elezioni dirette per il presidente della repubblica turca, che si sono svolte il 10 agosto 2014. Alle elezioni presidenziali Demirtaş è arrivato terzo (e ultimo), raccogliendo il 9,77% dei voti.
Alle successive elezioni presidenziali del 2018, è stato il primo candidato nella storia contemporanea della Turchia a correre per la presidenza dal carcere, detenuto in attesa di giudizio. Ha conseguito l'8,40 per cento dei suffragi; nella medesima condizione, in cui versa dal 4 novembre 2016, Demirtas non aveva potuto partecipare alla campagna elettorale in occasione del referendum costituzionale del 2017. La Corte europea dei diritti umani ha condannato la Turchia per violazione degli articoli 5, comma 3 e 18 della Convenzione europea dei diritti dell'uomo perché, tenendo in carcerazione preventiva un esponente politico durante queste importanti scadenze elettorali, ha perseguito uno scopo ulteriore, rispetto a quelli della carcerazione preventiva, comprimendo la dialettica democratica.

## Vita privata
Selahattin Demirtaş è sposato dal 2002 con Başak Demirtaş, un'insegnante. Hanno due figlie, Delal e Dilda. Ha incontrato sua moglie durante gli anni del college ad Ankara. Ha prestato servizio militare nel 2006.

## Opere
- Selahattin Demirtaş, Alba, Feltrinelli 2018, ISBN 9788807032875.
- Selahattin Demirtaş, Leylan, Dipnot Yayınları 2020, ISBN 9786052318478.
- Selahattin Demirtaş, Devran, İletişim Yayınları 2021, ISBN 9789750526596.
- Selahattin Demirtaş, Efsun, Dipnot Yayınları 2021, ISBN 9786052318997.